# Prostřední Lánov
Prostřední Lánov (německy Mittel Langenau) je část obce Lánov v okrese Trutnov. Prochází zde silnice I/14. V katastru Prostředního Lánova je situováno letiště Vrchlabí. V roce 2014 zde bylo evidováno 373 adres. V roce 2001 zde trvale žilo 1090 obyvatel.
Prostřední Lánov je také název katastrálního území o rozloze 8,4 km2.

## Pamětihodnosti

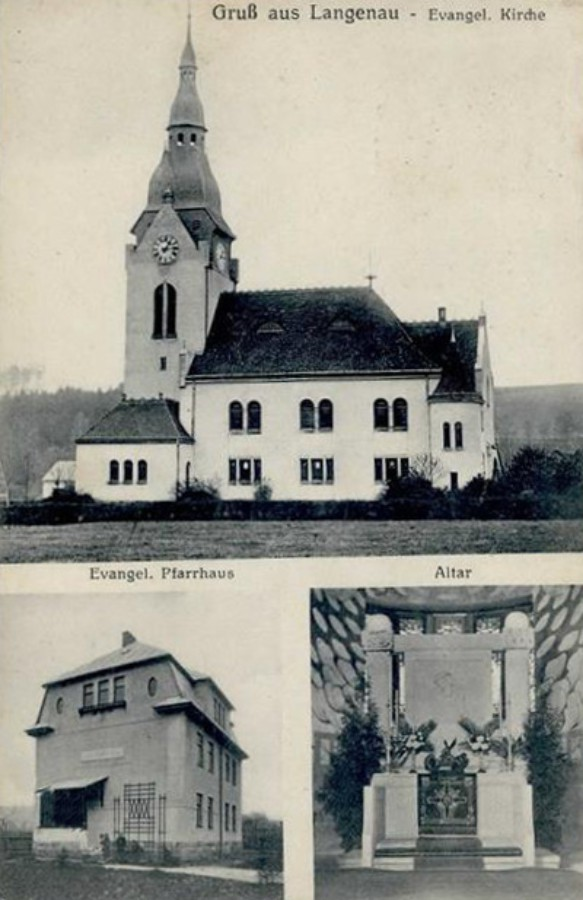
Zaniklý evangelický kostel, před r. 1910

V obci stával evangelický kostel Spasitele (Erlöserkirche), jehož podoba byla dílem architektonického ateliéru Schilling & Gräbner. Od 60. let chátral, dne 25. září 1982 byl odstřelen.